# Jeanine Pirro
Jeanine Ferris Pirro (Elmira, 2 giugno 1951) è una conduttrice televisiva statunitense, ex giudice, pubblico ministero e politica nello stato di New York.
Pirro è stata eletta giudice del tribunale della contea Westchester (NY) nel 1990. Nel 1993, è stata eletta alla carica di procuratore distrettuale della contea di Westchester. È la prima donna ad essere eletta in una di queste posizioni. Come procuratore distrettuale, Pirro ha acquisito visibilità nei casi di abusi domestici e crimini contro gli anziani. Pirro è stata rieletta procuratore distrettuale nel 1997 e nel 2001. Pirro cercò brevemente la nomina repubblicana per il Senato degli Stati Uniti per candidarsi contro Hillary Clinton nel 2006, ma abbandonò per accettare la nomina a Procuratore generale di New York; ha perso le elezioni generali contro il democratico Andrew Cuomo.
Dal 2008 al 2011, Pirro ha ospitato un programma televisivo nei giorni feriali intitolato Judge Jeanine Pirro. Dal 2011 al 2022 ha ospitato Justice con il giudice Jeanine su Fox News Channel. Pirro è autrice di sei libri, tra cui Liars, Leakers e Liberals: The Case Against the Anti-Trump Conspiracy (2018). Dopo le elezioni presidenziali del 2020, Pirro ha rivolto false accuse di frode sulle macchine per il voto. Nel 2022 Pirro è diventata co-conduttrice di The Five. Ha collaborato spesso con NBC News, incluse apparizioni regolari al The Today Show.
Pirro è stata imputata in una causa per diffamazione del febbraio 2021 su iniziativa di Smartmatic. L'accusa contro Pirro è stata respinta nel marzo 2022. Pirro era tra gli ospiti citati nella causa per diffamazione Dominion Voting Systems contro Fox News Network per aver trasmesso false dichiarazioni sulle macchine per il voto della società querelante. Fox News ha risolto il caso per 787,5 milioni di dollari e lei è stata tenuta a riconoscere che le dichiarazioni trasmesse erano false.

## Biografia
Jeanine Ferris Pirro è nata nel giugno 1951 ad Elmira, New York, figlia di genitori libanesi-americani. Suo padre era un venditore di case mobili e sua madre una modella di grandi magazzini che trascorse gran parte della sua infanzia a Beirut. I suoi genitori erano cattolici maroniti. Pirro, che sin dall'età di sei anni voleva fare l'avvocato, si è diplomata alla Notre Dame High School di Elmira in tre anni, facendo uno stage presso l'ufficio del procuratore distrettuale della contea di Chemung durante il periodo del liceo.Pirro si è poi laureata presso l'Università di Buffalo, specializzandosi in giurisprudenza presso l'Albany Law School della Union University nel 1975, dove è stata redattrice della rivista giuridica.

## Carriera legale nella contea di Westchester

### Assistente procuratore distrettuale
Nel 1975, il procuratore distrettuale Carl Vergari nominò Pirro alla posizione di assistente procuratore distrettuale della contea di Westchester nello Stato di New York, dove iniziò la sua carriera scrivendo ricorsi e trattando casi minori. Nel 1977 fece una campagna affinché la violenza domestica non fosse più giudicata dal tribunale della famiglia ma dal tribunale penale. Convinse Vergari e nello stesso anno questo progetto fu regolato da una nuova legge nello Stato di New York. Nel 1978 Vergari nominò Pirro a capo dell'Ufficio per la violenza domestica e gli abusi sui minori. Durante questo periodo era diventata nota per il suo comportamento aggressivo. A causa della frequente coercizione da parte degli autori delle vittime, Pirro ha perseguito una politica coerente di non far cadere mai le accuse su richiesta di una vittima.
È stata ampiamente elogiata per la sua passione, ma ha dovuto affrontare critiche da parte di molti colleghi perché ha rotto con molte tradizioni consuetudinarie e norme comportamentali. È stata anche accusata, tra le altre cose, di comportamento di ricerca di attenzione. Il suo capo dell'epoca, Vergari, le parlò poi della sua violazione della politica standard dell'ufficio del procuratore distrettuale. Tra l'altro la Pirro all'epoca diramava comunicati ufficiali solo con il proprio nome e senza quello di Vergari. Il suo rapporto con Vergari si interruppe definitivamente alla fine degli anni '80, quando Pirro si assunse la responsabilità esclusiva della creazione dell'Ufficio per la violenza domestica e gli abusi sui minori. Nel 1999 Vergari, suo supervisore per tutto il periodo in cui lei fuassistente procuratore distrettuale, la definì "intelligente e competente", ma anche "molto egocentrica in tutto ciò che fa".
Il 1º giugno 1990, appena cinque mesi prima della candidatura di Pirro a giudice del tribunale della contea di Westchester, ottenne un'attenzione diffusa e alcune critiche per aver accelerato un'accusa contro Maria Amaya mentre era in un reparto di terapia intensiva. Amaya è stata accusata dell'omicidio dei suoi quattro figli. Era un'immigrata di 36 anni proveniente da El Salvador ed era stata precedentemente ricoverata in un ospedale psichiatrico. Dopo l'omicidio dei suoi figli, era ricoverata nel reparto di terapia intensiva perché aveva tentato il suicidio dopo il delitto. Amaya pensava che fosse legale uccidere i suoi figli perché erano corrotti dalla droga e dal sesso. Pirro è stata criticata anche per la sua relativa assenza da parte della procura nel portare avanti accuse di grave corruzione pubblica o criminalità organizzata. "Si dovrebbe credere che non esiste criminalità organizzata nella contea di Westchester, non un singolo funzionario corrotto, e ogni sindacato in questa contea è pulito come la neve", sostenne William I. Aronwald, che era a capo della "Federal Organized Crime Strike Force" per la criminalità organizzata negli anni '70.

### Giudice del tribunale di contea
Nel novembre 1990 è stata eletta giudice presso il tribunale della contea di Westchester. Si candidò per il Partito Repubblicano e per il Partito Conservatore alle elezioni e sconfisse il democratico Lawrence D. Lenihan. Quando è stata insediata il 1º gennaio 1991, è diventata la prima donna giudice del tribunale della contea di Westchester nello Stato di New York.

### Procuratore distrettuale
Nel novembre 1993, Pirro è stata eletta procuratore distrettuale della contea di Westchester per succedere a Carl Vergari, diventando così la prima donna nella sua contea. È stata confermata alla carica nel 1997 e nel 2001 ma non ha voluto candidarsi per un quarto mandato nel 2005.
Durante i suoi primi mesi in carica, Pirro ha intrapreso una costosa ristrutturazione del suo ufficio, aggiungendo un ulteriore piano al tribunale con un nuovo angolo cottura e una sala multimediale per un costo di 20.000 dollari. Aveva il suo ufficio personale arredato con legno di mogano.
Pirro è stata la prima donna a ricoprire la carica di presidente della New York District Attorney Association. È stata anche nominata membro del comitato dall'allora governatore George Pataki come presidente della Commissione di New York sulla violenza domestica. Il lavoro della commissione e le sue raccomandazioni hanno consentito alla magistratura di garantire una migliore protezione alle vittime di violenza domestica.
Durante il suo mandato, Pirro ha ripetutamente rifiutato di riaprire il processo per omicidio di Jeffrey Deskovic. Nel 1990, Deskovic fu - come si scoprì in seguito - ingiustamente condannato per l'omicidio di una ragazza di 15 anni. Ha trascorso 16 anni in prigione finché il processo non è stato riaperto e la sua innocenza è stata dimostrata con l'aiuto di un test del DNA. E i veri colpevoli furono trovati. Più tardi Deskovic ha vinto una causa da 41,6 milioni di dollari contro Daniel Stephens e Westchester County per la sua ingiusta condanna.

## Carriera in televisione
Pirro ha collaborato regolarmente al talk show mattutino The Morning Show with Mike and Juliet. È stata analista ospite di Today, Fox NY Good Day New York. È un'analista legale di Fox News che appare in vari programmi e ha ospitato programmi come Larry King Live, The Joy Behar Show e Geraldo at Large . Era un'ospite frequente dello spettacolo satirico notturno della Fox Red Eye con Greg Gutfeld.
Pirro è apparsa nella serie in sei parti della HBO The Jinx, raccontando il suo punto di vista sulla scomparsa di Kathie Durst nel 1983 , un caso di alto profilo per il quale era l'avvocato investigativo. Pirro è stata la conduttrice del reality show americano in prima serata You the Jury, cancellato dopo due puntate.

### "Judge Jeanine Pirro" su The CW
Il 5 maggio 2008, The CW Television Network ha annunciato che Pirro avrebbe ospitato uno spettacolo televisivo nei giorni feriali chiamato Judge Jeanine Pirro, parte della formazione CW Daytime della rete, con due episodi in onda ogni giorno. Lo spettacolo è stato distribuito dalla Warner Bros. Domestic Television ed è stato trasmesso per impostazione predefinita su tutte le stazioni affiliate alla CW.
Lo show "Judge Jeanine Pirro" è stato autorizzato per una seconda stagione a partire dall'autunno 2009. A differenza della prima stagione, la seconda stagione non era esclusiva degli affiliati CW. Nel 2010 lo spettacolo è stato nominato per Outstanding Legal/Courtroom Program al 37º Daytime Emmy Awards e nel 2011 ha vinto quella categoria al 38º Daytime Emmy Awards. Nel settembre 2011 lo spettacolo è stato cancellato a causa dei bassi ascolti.

### "Justice with Judge Jeanine" su Fox News

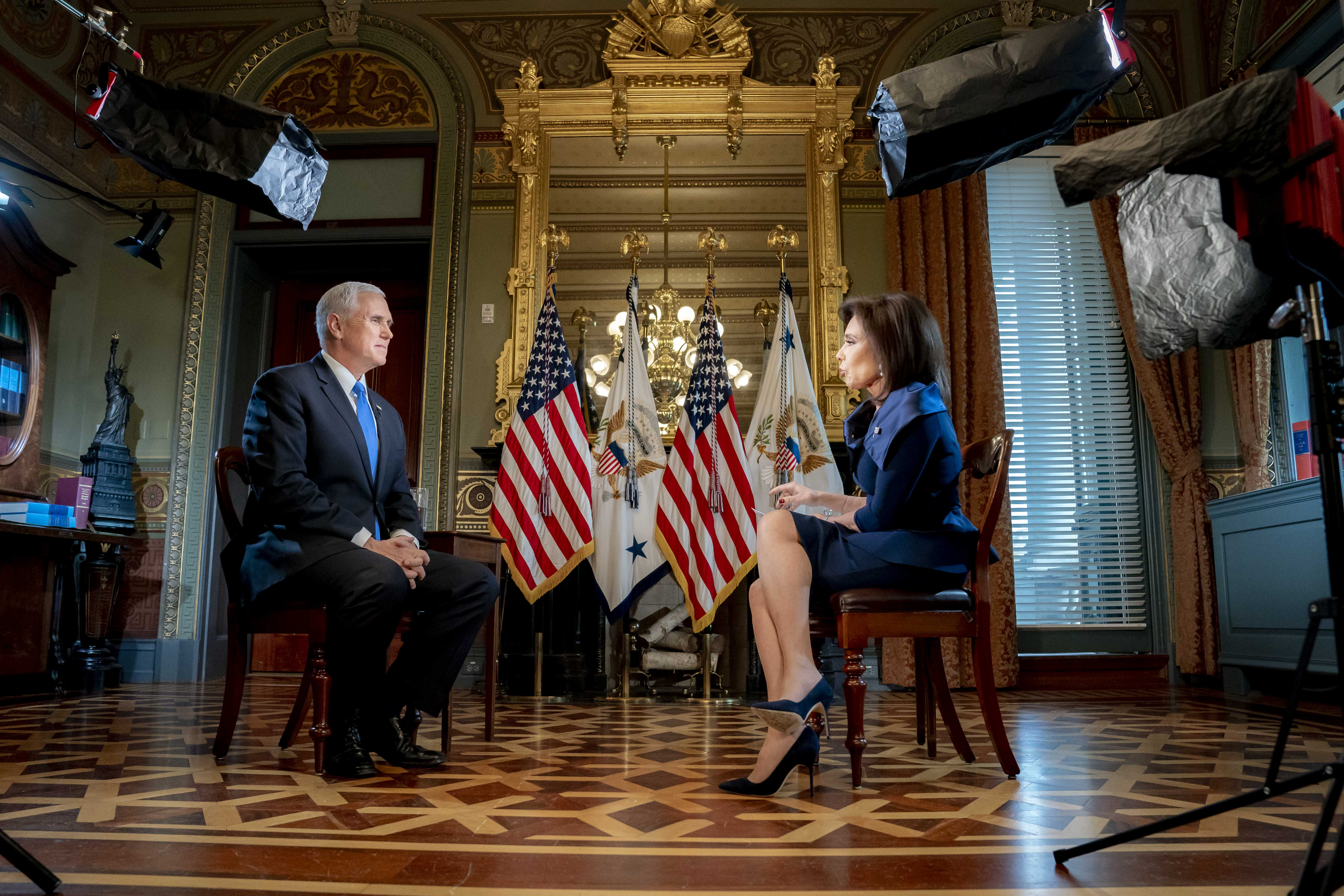
Pirro intervista il Vice Presidente Mike Pence nel dicembre 2019

Pirro è il conduttore di Justice with Judge Jeanine di Fox News, presentato in anteprima nel gennaio 2011. Il programma va in onda nei fine settimana e si concentra sulle grandi storie legali della settimana.
Nel 2014, Pirro ha affermato che il leader dell'ISIS Abu Bakr al-Baghdadi è stato "rilasciato da Obama nel 2009". Tuttavia, Baghdadi fu tenuto in custodia fino al 2004, quando fu rilasciato sotto l'amministrazione Bush.
Nel marzo 2019, nel suo programma Justice with Judge Jeanine Pirro ha criticato la rappresentante Ilhan Omar per aver messo in dubbio la lealtà degli ebrei americani verso gli Stati Uniti, suggerendo che la fede musulmana di Omar significava che era più fedele alla legge della Sharia che alla Costituzione degli Stati Uniti. Pirro ha detto: "Omar indossa un hijab che secondo il Corano 33:59 dice alle donne di coprirsi per non essere molestate. La sua adesione a questa dottrina islamica è indicativa della sua adesione alla legge della Sharia, che di per sé è antitetica alla Costituzione degli Stati Uniti?". Fox News ha condannato fermamente la dichiarazione di Pirro. Pirro non si è scusata per le sue osservazioni e ha detto che intendeva "avviare un dibattito". Il 16 marzo 2019, Fox News ha deciso di non mandare in onda il suo programma, sostituendolo con la ritrasmissione di un episodio di Scandalous nella sua fascia oraria. La CNN ha riferito il 17 marzo che Pirro era stata sospesa da Fox News, e il presidente Trump ha scritto su Twitter: "Riportate indietro @JudgeJeanine Pirro. Smettetela di lavorare così duramente per essere politicamente corretti, cosa che vi porterà solo giù, e continuate a combattere per il nostro Paese". Justice with Judge Jeanine ha ripreso ad andare in onda il 30 marzo 2019.

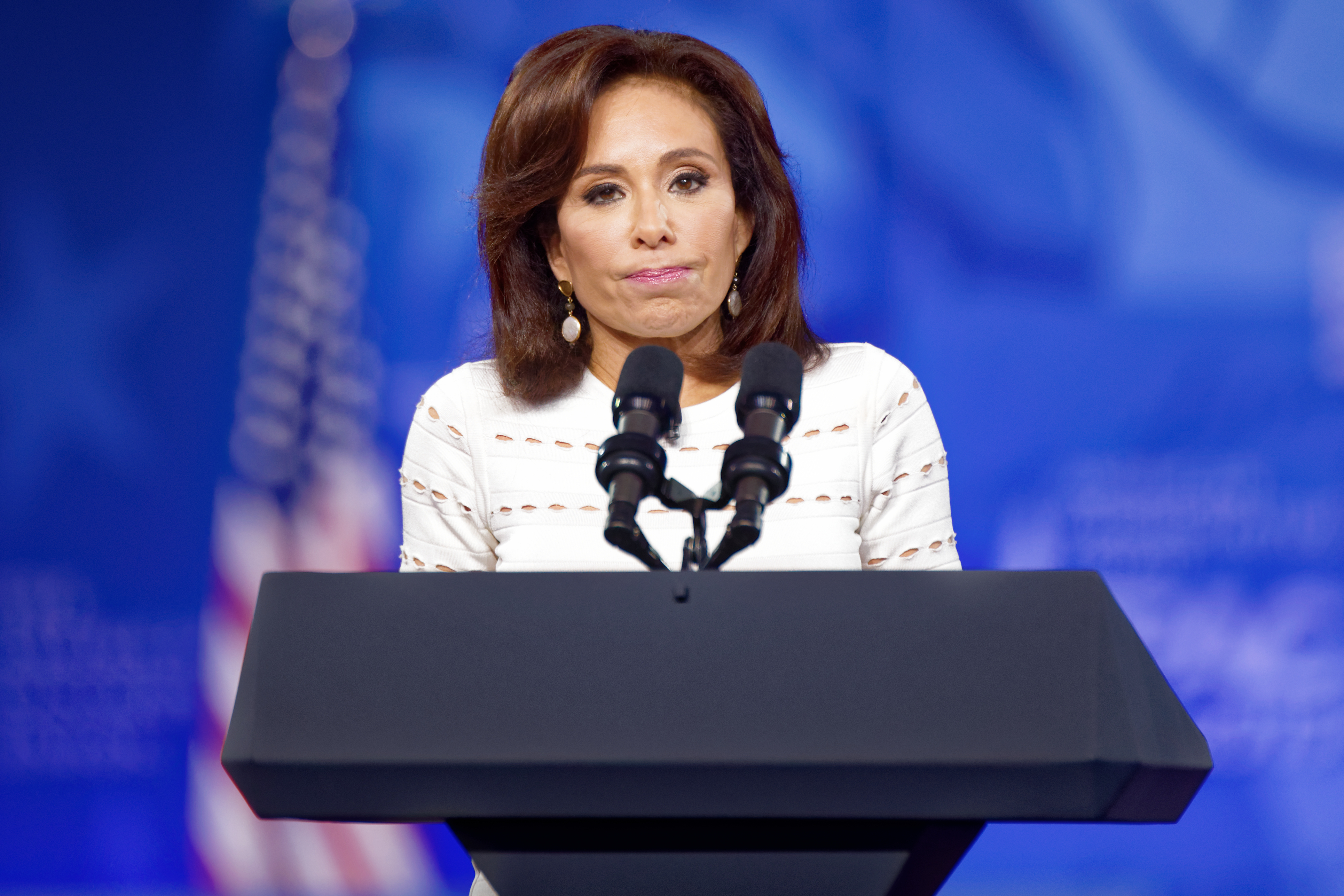
Pirro alla Conferenza dell'Azione Politica Conservatrice (CPAC) nel febbraio 2017

Nel marzo 2020 ha tenuto lo spettacolo da casa sua a causa della pandemia COVID-19. Non è apparsa in onda per i primi 15 minuti citando "difficoltà tecniche", con Jackie Ibañez che la copriva, e quando finalmente Pirro è apparsa, era in uno stato spettinato, biascicava il discorso, provocando la diffusa speculazione che fosse ubriaca. Dopo una pausa pubblicitaria, è stata vista persino mettere da parte un drink con una cannuccia.
Dopo le elezioni presidenziali degli Stati Uniti del 2020, Pirro è stata una schietta sostenitrice del suo programma di accuse riguardanti la frode delle macchine per il voto che presumibilmente hanno rubato le elezioni a Donald Trump. Anche i conduttori Lou Dobbs e Maria Bartiromo hanno promosso falsità nei loro programmi. Smartmatic, una società di macchine per il voto che era stata accusata di cospirazione con la concorrente Dominion Voting Systems per manipolare le elezioni, ha inviato a Fox News una lettera [65] nel dicembre 2020 chiedendo ritrattazioni che "devono essere pubblicate in più occasioni" in modo da "attrarre l'attenzione e il pubblico presi di mira dalle pubblicazioni diffamatorie originali". I tre programmi hanno trasmesso ciascuno lo stesso segmento video confutando le accuse infondate giorni dopo, sebbene nessuno dei tre conduttori abbia rilasciato personalmente ritrattazioni. [66] [67]
Il 12 gennaio 2022, è stato annunciato che Pirro sarebbe stato un co-conduttore permanente di The Five a partire dal 24 gennaio e fino alla fine di Justice . [68]

## Posizioni politiche

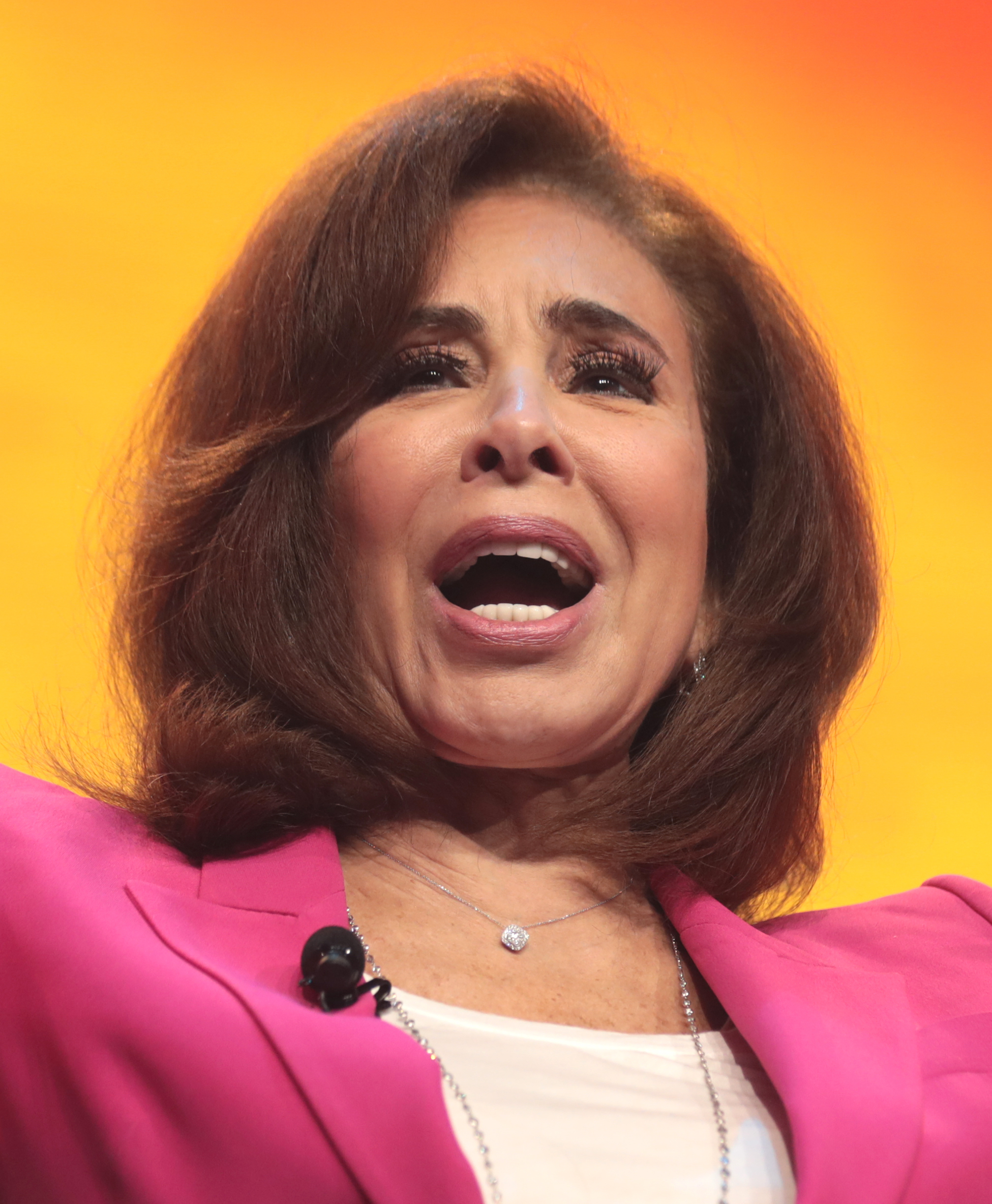
Pirro parla ad un evento "Turning Point USA" nel 2020

### Amministrazione Trump
Pirro ha sostenuto Donald Trump nella corsa presidenziale del 2016, facendo comunque anche notare che era "infuriata" da alcuni dei suoi comportamenti. Dopo l'uscita del nastro di Access Hollywood, Pirro ha difeso Trump, affermando: "Sono stata coinvolta in un milione di situazioni con lui e i suoi figli. È sempre stato un gentiluomo".
Dopo l'elezione di Trump, Pirro era nota per aver difeso con forza il presidente. Il Washington Post ha descritto il suo programma come "quasi universalmente positivo nei confronti di Trump" e Politico ha definito la sua copertura su Trump come "entusiasmante". Secondo Politico, "fin dall'inizio l'amministrazione ha utilizzato la sua piattaforma televisiva per martellare i critici del presidente e per additare i suoi alleati, compreso Sessions, perché non sufficientemente leali".
Nei suoi programmi televisivi e negli incontri privati con Trump alla Casa Bianca, Pirro "ha incoraggiato fermamente Trump a insistere maggiormente sulla sua agenda di disgregazione e provocazione". Nel 2017, Pirro ha chiesto l'arresto di individui che hanno collaborato con le indagini del procuratore speciale Robert S. Mueller III sull'ingerenza russa nelle elezioni del 2016 a favore di Trump. Pirro ha chiesto che le agenzie governative fossero "ripulite" dalle critiche al presidente; ha chiesto l'arresto del vicedirettore dell'FBI Andrew McCabe e Peter Strzok e sembrava suggerire che anche Mueller, l'ex direttore dell'FBI James B. Comey e il vice procuratore generale associato Bruce Ohr fossero tutti da arrestare. I commenti di Pirro facevano parte di una più ampia spinta sui media da parte degli alleati di Trump per delegittimare l'indagine Mueller e altre indagini su Trump e la sua amministrazione.
Nel febbraio 2018, dopo che due alti funzionari dell'amministrazione Trump si erano dimessi a causa di accuse di abusi domestici, Pirro ha suggerito che le politiche di Barack Obama fossero responsabili dei due scandali di abusi domestici. Nel maggio 2018, Pirro ha dichiarato che Trump aveva "adempiuto" una "profezia biblica" spostando l'ambasciata americana in Israele a Gerusalemme.
Nel giugno 2018, Pirro ha affermato che la grazia concessa da Trump all'attivista conservatore Dinesh D'Souza, condannato per "contributi elettorali illegali" a un amico del college era "una notizia fantastica", poiché ritiene che D'Souza sia stato individuato da parte dell'FBI per aver prodotto due film documentari politici: l'America di Hillary e l'America di Obama. Nel suo programma, Pirro aveva definito il procuratore generale Jeff Sessions "l'uomo più pericoloso d'America".
Nel luglio 2018, dopo che Trump era stato ampiamente criticato, anche da numerosi eminenti conservatori, per aver rifiutato di condannare l’ingerenza russa nelle elezioni del 2016 mentre era sul palco con Vladimir Putin a Helsinki perché avrebbe guadagnato poco margine di manovra, Pirro lo ha difeso. Ha detto: "Cosa avrebbe dovuto fare, tirare fuori una pistola e sparare a Putin?".
Nel novembre 2019, ha descritto Trump come "quasi sovrumano". Nel dicembre 2019, ha suggerito che Trump avesse reso possibile alle persone di dire di nuovo "Buon Natale". Nel febbraio 2020, Pirro aveva predetto che l'impeachment di Donald Trump sarebbe stato così impopolare che i democratici avrebbero perso la maggioranza alla Camera dei rappresentanti degli Stati Uniti nelle elezioni del 2020 (che alla fine non si sono verificate); Politico ha definito la previsione di Pirro una dei "pronostici più audaci, fiduciosi e spettacolarmente errati dell'anno".